# Kanton Saint-Malo-Nord
Saint-Malo-Nord is een voormalig kanton van het Franse departement Ille-et-Vilaine. Het kanton maakte deel uit van het arrondissement Saint-Malo. Het werd opgeheven bij decreet van 18 februari 2014 met uitwerking op 22 maart 2015.
Het kanton omvatte uitsluitend een deel van de gemeente Saint-Malo.